# The Legend of Zelda: Skyward Sword
The Legend of Zelda: Skyward Sword (ゼルダの伝説 スカイウォードソード Zeruda no Densetsu: Sukaiwōdo Sōdo?,  lit. La Leyenda de Zelda: La Espada del Cielo) es un videojuego de acción y aventura de 2011 de la serie The Legend of Zelda, desarrollado por la filial Nintendo EAD en colaboración con Tantalus Media y publicado por Nintendo para la consola Wii. Fue lanzado el 18 de noviembre de 2011 en Europa y el 20 de noviembre de 2011 en América.
El jugador controla a Link, el cual se embarca en una misión para rescatar a su amiga, Zelda, quien ha sido secuestrada y llevada a las tierras inferiores. El sistema de juego de Skyward Sword se basa en la resolución de acertijos y mazmorras. El combate consiste en el uso de la espada y escudo, los cuales son controlados por el periférico del Wii MotionPlus. Al igual que entregas anteriores de la saga, la estructura de juego es lineal.
La idea original de la distribuidora era lanzarlo en 2010, no obstante, se retrasó hasta noviembre de 2011, según las declaraciones del creador de la saga, Shigeru Miyamoto, se debió a que buscaban entregar una buena experiencia de juego. Fue un éxito comercial y de crítica, recibió puntuaciones perfectas de múltiples sitios periodísticos, ganó y recibió nominaciones para numerosos premios de la industria y vendió más de tres millones de copias en todo el mundo.

## Argumento

### Ubicación en la serie

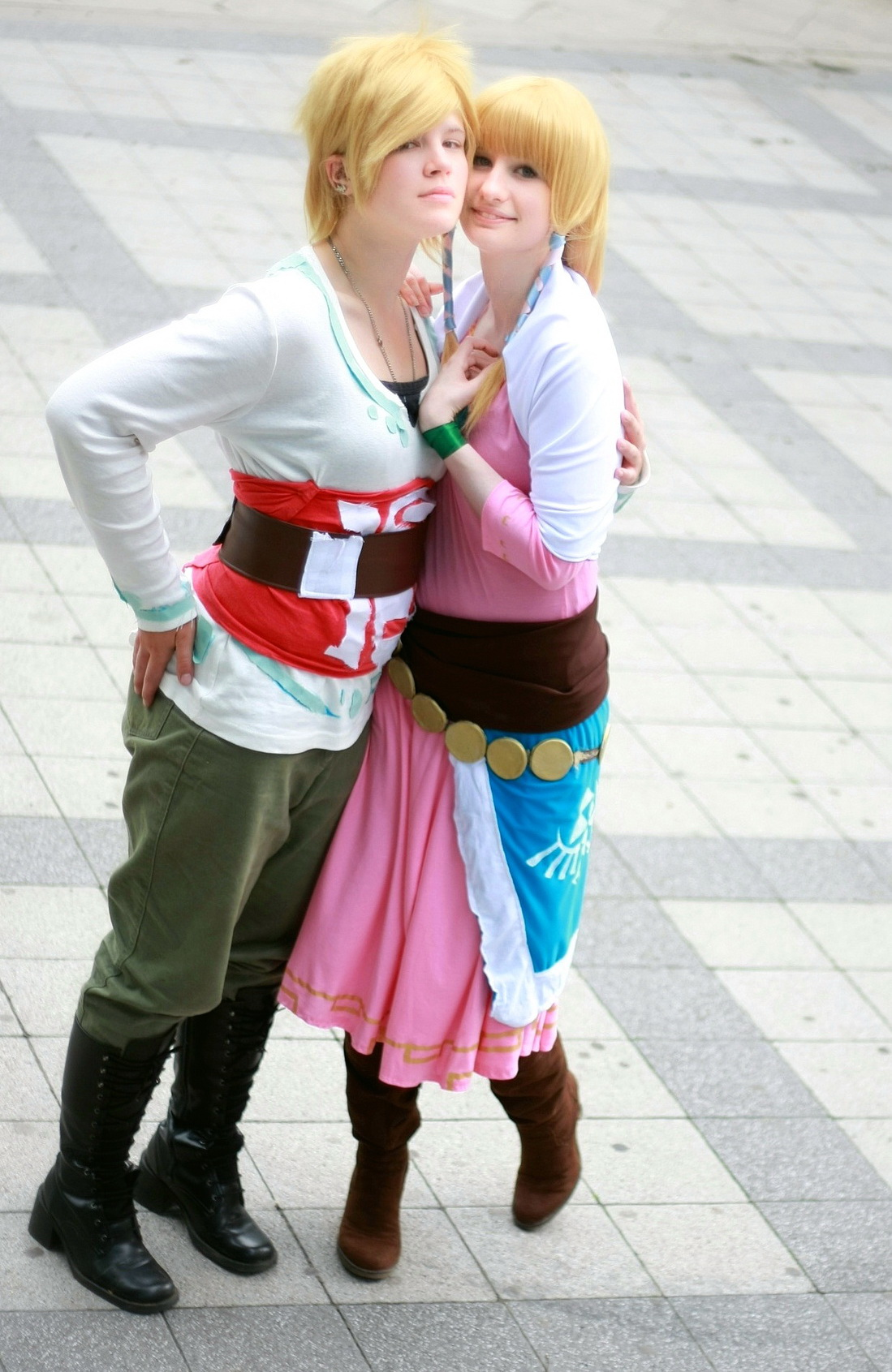
Cosplayers de Link y Zelda en la versión de Skyward Sword

Si bien la cronología de los juegos de The Legend of Zelda ha sido un aspecto que ha generado numerosas discusiones desde el origen de la franquicia, los eventos de Skyward Sword toman lugar antes que los de Ocarina of Time. De esta forma, da comienzo a la cronología de la serie mientras establece los orígenes de varios elementos importantes de Zelda como son la Espada Maestra y la Trifuerza.

### Sinopsis
Según la leyenda, milenios antes de los eventos de Skyward Sword, las tres deidades —Din, Nayru y Farore— crearon el mundo. Tras hacerlo dejaron en el mundo la Trifuerza, un triángulo sagrado que cumplían el deseo de su poseedor. La diosa Hylia se quedó en el mundo como guardiana de la reliquia. El poder de la reliquia sagrada despertó la ambición de poder de los demonios, que liderados por su rey, Demise, iniciaron una guerra con el fin de hacerse con éste. Para prevenir que se hiciesen con la Trifuerza, Hylia decidió elevar una porción de la tierra con humanos junto al triángulo a los cielos y creó una barrera de nubes que los separó del mundo terrestre. Tras su decisión, la diosa decidió renunciar a su divinidad para sellar a Demise y reencarnar en un cuerpo mortal para detener al mal cada vez que sea necesario. Las islas del cielo fueron denominadas Skyloft, y los humanos se empezaron a llamar hylianos en honor a la acción de Hylia. A las tierras que no se elevaron se les denominó Superficie.
Miles de años después, Link tras ser nombrado caballero da un viaje con su amiga, Zelda, por la barrera de nubes. En el viaje, un tornado la arrastra y cae a las tierras inferiores. Tras el evento, el caballero es guiado a la estatua de Hylia donde encuentra la «espada de la diosa», al desenvainarla aparece Fi —un espíritu que habita en el arma—, quien le informa que Demise quiere escapar de su sello y que deben rescatar a Zelda.
Cuando Link llega a la Superficie, se embarca en un viaje en las regiones de este mundo para encontrar a su amiga. Al llegar al desierto de Lanayru, el caballero hyliano se encuentra con Zelda, la cual está acompañada por Impa, una guerrera sheikah que tiene la misión de protegerla. Tras conversar, el protagonista pelea contra Grahim, un secuaz del rey demonio, mientras que Impa y Zelda se meten en un portal del tiempo para viajar al pasado. Al entrar, la guerrera sheikah lo destruye y Grahim escapa. Link continúa su aventura y se dirige al «Templo del Presidio», donde se encuentra con una anciana quien le dice que si completa las pruebas establecidas por las diosas podrá fortalecer la espada y activar un portal que se encuentra en el templo. Tras completar las pruebas, la «espada de la diosa» se transforma en la Espada Maestra, haciendo que el caballero sea capaz de viajar al pasado. Ahí se encuentra con su amiga, quien le revela que ella es la reencarnación mortal de Hylia y que debe sellarse en esa época para evitar que Demise escape.
Tras regresar a su época, Link encuentra la Trifuerza y desea que el rey de los demonios sea destruido, el triángulo sagrado cumple su deseo y Zelda despierta de su sello. Al enterarse de que su amo ha sido destruido, Grahim secuestra a la reencarnación de la diosa para hacer un ritual de resurrección. El caballero sigue al secuaz, pero para el momento en el que llega Demise ha resucitado. El rey de los demonios desafía a una batalla al poseedor de la Espada Maestra y cae derrotado, sin embargo lanza una maldición de un ciclo infinito de batallas entre sus reencarnaciones y los poseedores de la sangre de Hylia. Demise es sellado y los habitantes de Skyloft viajan a la Superficie para fundar el reino de Hyrule.

## Sistema de juego

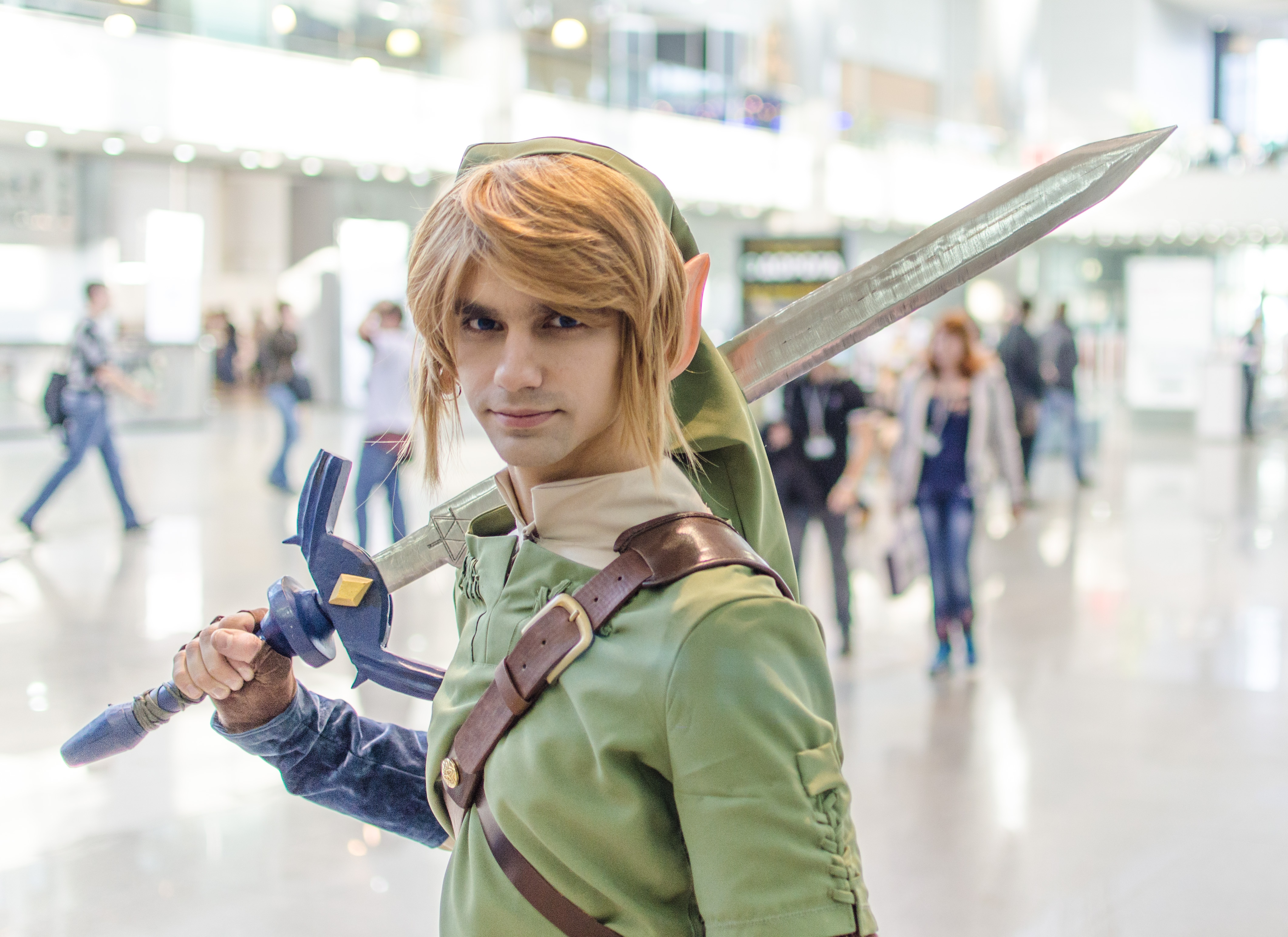
Cosplay de Link con la Espada Maestra.

Skyward Sword es un videojuego de acción y aventura en el que los jugadores asumen el papel del protagonista de la serie, Link, en una perspectiva en tercera persona y en un espacio tridimensional, a través de un mundo poblado de monstruos y mazmorras. En cuanto a su estructura y desarrollo el juego es lineal. El héroe puede correr distancias cortas, pero otras acciones como esprintar, trepar y cargar objetos pesados las limita un medidor de resistencia, que se recarga después de unos segundos sin realizar estos movimientos. Cuando se agota por completo, Link es más lento y no puede usar sus armas hasta que el medidor se recargue.
El título se desarrolla en Skyloft y las islas flotantes circundantes, además de tres zonas de la Superficie. El protagonista puede surcar el cielo gracias a un pájaro gigante llamado «Loftwing» («pelícaro (España) o neburí (Latinoamérica)» en español), mientras que recorre las áreas terrestres a pie. El mapa permite colocar waypoints, columnas de luz que facilitan al jugador saber a donde dirigirse. Para guardar el progreso del juego, el usuario debe interactuar con puntos de control en forma de estatuas. Durante su misión, Link cuenta con la ayuda del espíritu de la espada, Fi, quien da pistas al jugador tanto sobre los elementos ambientales como características y debilidades de los enemigos.
Link depende del uso de su espada y escudo para luchar contra los enemigos, que aparecen tanto en el mundo como en las mazmorras. La gran mayoría de las mecánicas de juego giran en torno al uso de controles de movimiento. El jugador asigna los movimientos de la espada a la dirección en la que mueve el Wiimote, o bien realiza otros movimientos como una estocada. Al levantar el Wiimote, la espada acumula energía que se libera en forma de onda de poder. Esta energía activa elementos ambientales como interruptores mágicos. El Nunchuck controla el escudo y puede usarse para reflejar ataques. Otros elementos del juego, como el control de la cámara, el lanzamiento de bombas y el arco también hacen uso de este sistema. La salud de Link está representada con corazones, y recibe daño cada vez que lo golpean. Al perder todos los corazones el juego termina.
Los ítems tradicionales de la serie —como las bombas y el arco— están disponibles a medida que Link avanza en la trama, junto con nuevas incorporaciones como un escarabajo mecánico que vuela a áreas más allá del alcance de Link y un látigo para agarrar objetos y palancas que de otro modo serían inalcanzables. Algunos objetos y equipamientos se degradan y finalmente se rompen dependiendo de su uso, como el escudo que sufre daños cuando no logra bloquear un golpe. El equipo se puede actualizar opcionalmente utilizando materiales recolectados de los enemigos derrotados.

## Desarrollo

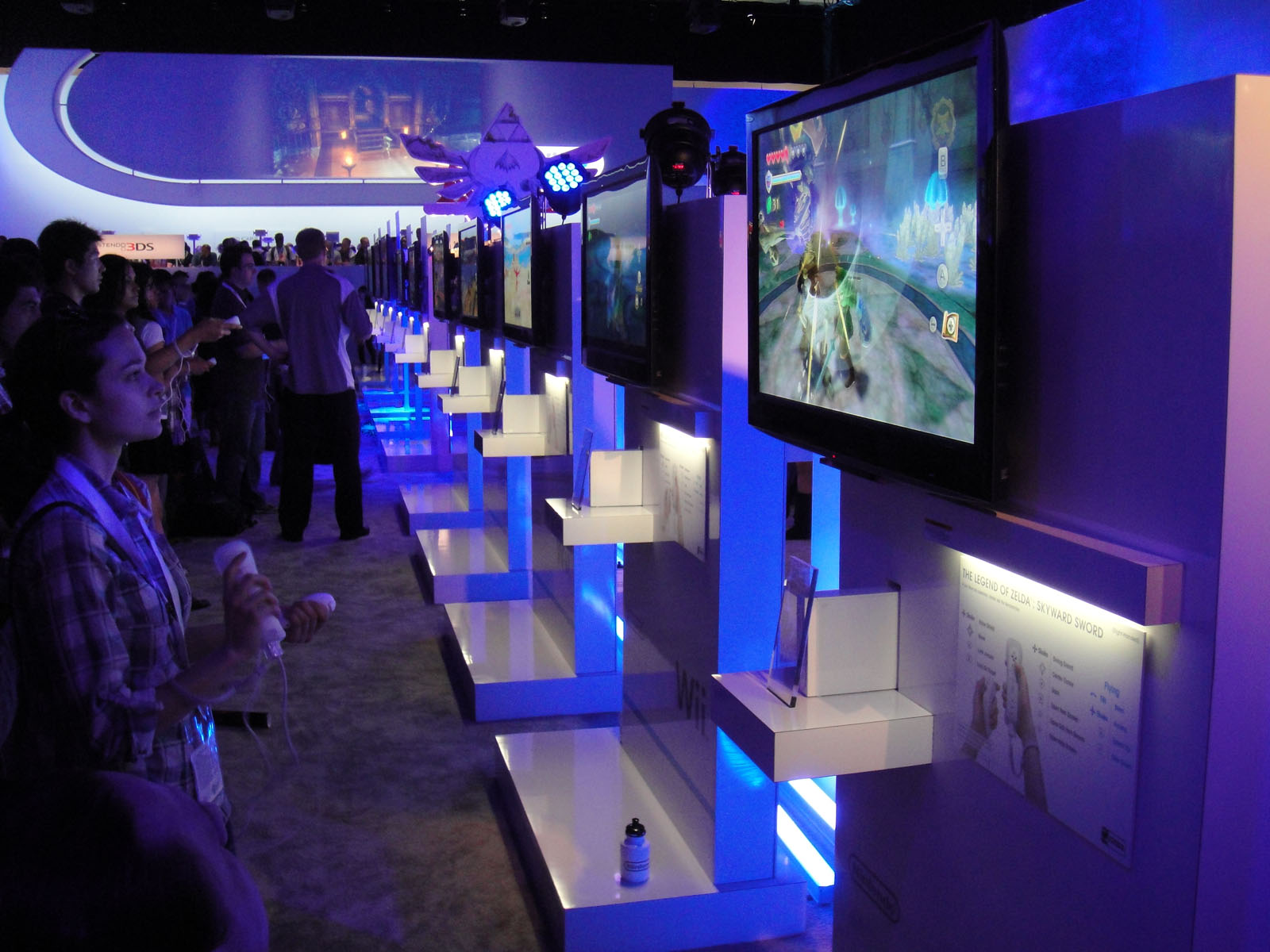
Demo de The Legend of Zelda: Skyward Sword en el E3 2011.

Skyward Sword comenzó su desarrollo en 2006, después del lanzamiento de The Legend of Zelda: Twilight Princess para las consolas GameCube y Wii. Nintendo Entertainment Analysis & Development, una de las divisiones de Nintendo que se dedicaba a la creación de videojuegos, estuvo a cargo de dicha responsabilidad, con ayuda de Monolith Soft para los gráficos y elementos artísticos. Hidemaro Fujibayashi dirigió la entrega, quien había trabajado anteriormente en Phantom Hourglass como subdirector, mientras que el productor fue Eiji Aonuma.
Según Aonuma, el punto de partida del equipo fue la versión para Wii de Twilight Princess. Debido a que sentían que no habían alcanzado completamente su objetivo de crear un mundo vasto y realista con ese juego, lo utilizaron como base para Skyward Sword. También buscaron crear una experiencia memorable equivalente a The Legend of Zelda: Ocarina of Time, en ese momento considerada la entrega más célebre de la serie. Según el creador de la saga, Shigeru Miyamoto, el desarrollo duró cinco años y el presupuesto se consideró bastante alto para un proyecto de Nintendo. El equipo estimó inicialmente que el juego requería tres años para producirse, sin embargo las dificultades y los cambios en el diseño prolongaron el tiempo a otros dos años. A pesar de esto, Miyamoto consideró que no era un tiempo perdido, ya que los dos primeros años se dedicaron a la experimentación de los sistemas de control de movimiento. En junio de 2011 se anunció que el desarrollo del juego había sido completado.

### Guion

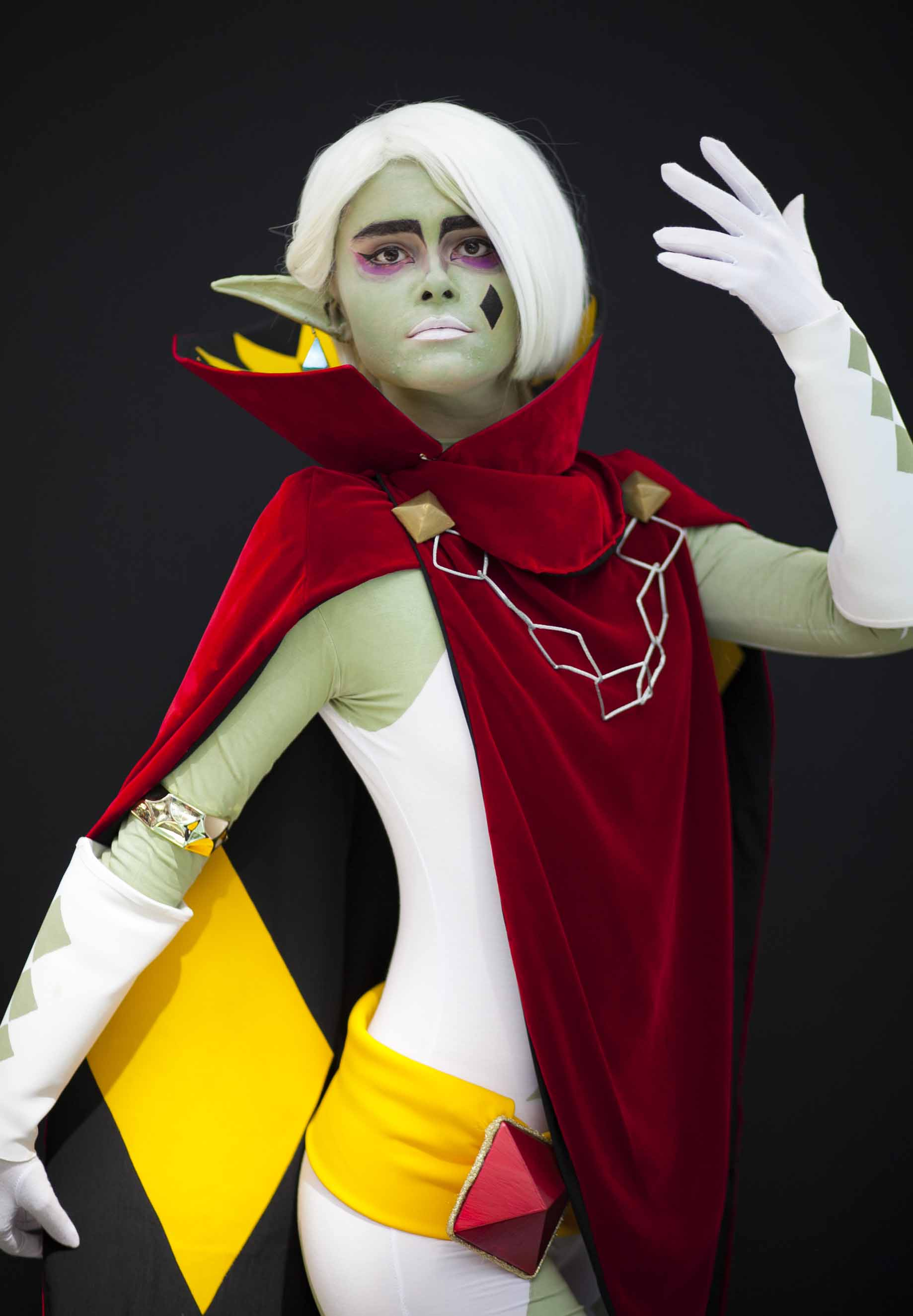
Cosplay de Grahim

Naoki Mori escribió las cinemáticas y el director cinematográfico fue Shigeki Yoshida. Fujibayashi propuso el guion inicial basándose en su percepción de la estructura del juego. Como el tema de Skyward Sword era el uso de la espada y la más asociada a la serie era la Espada Maestra, el equipo decidió que la historia debía contar el origen del arma. Fujibayashi decidió encerrarse en una habitación de un hotel para escribir la sinopsis del videojuego en un solo día; Mori escribió el diálogo basado en la escrituras del director. La primera parte de la historia era bastante diferente a las entregas anteriores de Zelda y se desarrollaba de manera similar a un drama escolar. Una vez que se terminó el guion, se lo entregó a Yoshida para que su equipo pudiera crear las cinemáticas. El número total de cinemáticas se estimó en setenta y nueve, con una duración de más de dos horas.
Aonuma siempre encontraba complicado trabajar en Zelda debido a que, aunque la misión principal de Link sea rescatar a Zelda, esta premisa parecía menos convincente a medida que la relación entre ellos se distanciaba más en las diferentes entregas. En respuesta a esto, el equipo consideró cómo hacer que el jugador se preocupe por ella y quiera rescatarla: tener a los dos personajes como amigos de la infancia sirvió para este propósito y redujo los elementos forzados de la trama. La inclusión de la figura de Hylia estaba vinculada a Zelda, puesto que ambas personifican esencialmente el mismo personaje conocido con diferentes nombres en entregas previas.
Fi se creó antes de que se decidiera usar el Wii MotionPlus en el juego, originalmente tenía un propósito que no tenía relación con el control de movimiento. El diseño de la Espada Maestra fue la base para su aspecto, haciendo referencia a sus orígenes como el espíritu de la espada. Ella también cumple como una voz explicativa alternativa, ya que Link es un protagonista silencioso. Se diseñó a Grahim para ser similar al personaje de Dark Link de Ocarina of Time y la contraparte de Fi.

### Diseño
Durante el desarrollo, el equipo a cargo de la entrega quería crear algo familiar y nuevo para los jugadores. Los títulos anteriores de la saga reutilizaban elementos y los mejoraban, pero para Skyward Sword los desarrolladores querían agregar una nueva estructura de juego para evitar que los fanáticos lo vieran como más de lo mismo. Fujibayashi propuso el uso del Wii MotionPlus cuando la entrega ya se estaba diseñando en torno al esquema de control estándar de Wiimote y Nunchuk de la consola. El equipo usó Wii Sports Resort como referencia para ver cómo los controles de movimiento se podían usar para el manejo de la espada, y tomaron prestada esa tecnología para crear el control por movimiento. La implementación del Wii MotionPlus significó que la inteligencia artificial de los enemigos necesitara reajustarse, de forma que cambiaban sus posturas dependiendo de la posición de la espada de Link. El menú para el acceso a elementos también se rediseñó en torno al uso de este.

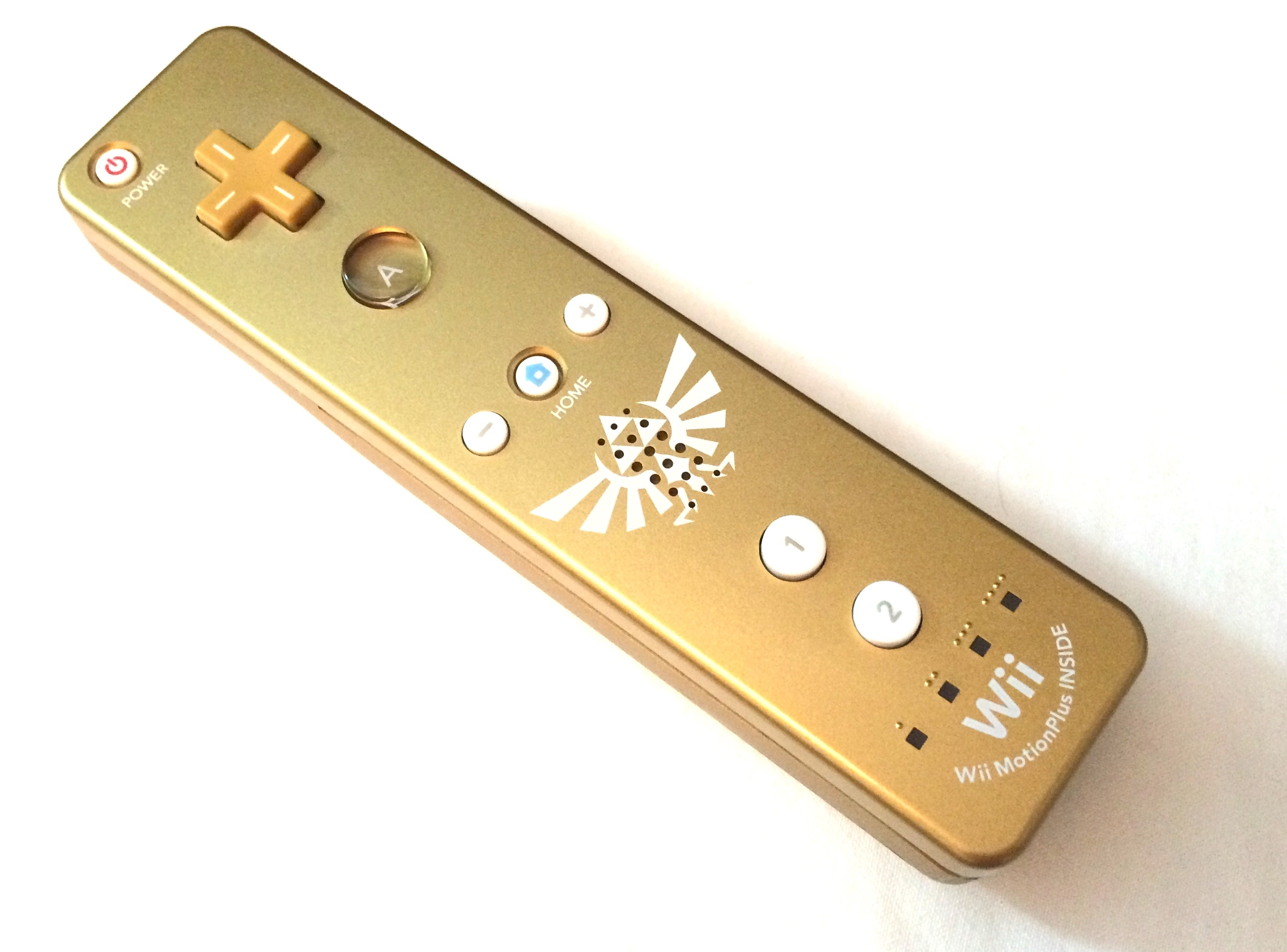
Wii MotionPlus de Skyward Sword.

Para que los jugadores no se perdieran en el terreno, los desarrolladores introdujeron las balizas de señalización. Los objetos fueron diseñados para que pudieran ser visibles en cualquier área. Ante la insistencia de Miyamoto, los elementos más importantes que normalmente se desbloqueaban en el final del juego estaban disponibles desde una etapa temprana. Al diseñar las mazmorras, los desarrolladores tuvieron problemas con respecto a cómo implementar la interdependencia de los objetos con estas.
Los diseños de los personajes y sus vestimentas fueron hechos para complementarse con los colores de los escenarios. El arte impresionista inspiró la estética y la paleta de colores del juego, ya que querían representar un mundo de fantasía. La versión final equilibra el estilo cel-shading de The Wind Waker y realista de Twilight Princess. El equipo estableció ese estilo artístico, ya que según Aonuma, retrataba correctamente las acciones de los personajes y el manejo de la espada en general, al tiempo que preservaba la apariencia madura de Link.

### Audio
Diez personas formaron el equipo de sonido: una mitad a cargo del diseño de sonido general y la otra de la composición musical. Hajime Wakai actuó como director de sonido y compositor principal, en tanto que los otros compositores fueron Shiho Fujii, Mahito Yokota y Takeshi Hama. Fujii fue la responsable de componer la música de las mazmorras y de las batallas contra los jefes. Koji Kondo supervisó y compuso solo una pieza, también ayudó a arreglar las piezas de los otros compositores. Al principio, Aonuma no pensaba utilizar una orquesta y estaba seguro de que la partitura iba a permanecer sintetizada incluso después de que Wakai le preguntara al respecto. Finalmente se optó por una orquesta debido a la insistencia de Miyamoto. Skyward Sword fue la primera entrega de Zelda que usó una orquesta en vivo para su banda sonora. Yokota estuvo a cargo de orquestar la partitura. Debido al uso de una orquesta, el equipo de música duplicó su tamaño del grupo estándar de cinco personas y se convirtió en el equipo de sonido más grande en ese momento en haber trabajado en un juego de Nintendo.
La música también entrelazó en la historia y el juego mediante el uso del arpa, un ítem que recibe el jugador tras progresar en la historia. A diferencia de los títulos anteriores anteriores, Link podría tocar el instrumento en cualquier momento y no en momentos y lugares específicos. La banda sonora oficial se lanzó en noviembre de 2021, con un total de 187 pistas repartidas en 5 discos.

### Remasterización
Tantalus Media estuvo a cargo de la versión en HD para Nintendo Switch, y su desarrollo tomó un año y medio. A diferencia de la versión de Wii, Skyward Sword HD le otorgaba la oportunidad al jugador de elegir si usar controles de movimiento o no. De acuerdo al director ejecutivo de Tantalus, Tom Crago, la principal dificultad del port fue adaptar los controles de movimiento a tradicionales, debido a que la Switch Lite no permitía hacer el uso de estos. El equipo de desarrollo también tuvo problemas para aumentar la resolución de 480p a 1080p y la tasa de fotogramas por segundo en sesenta.

## Lanzamiento

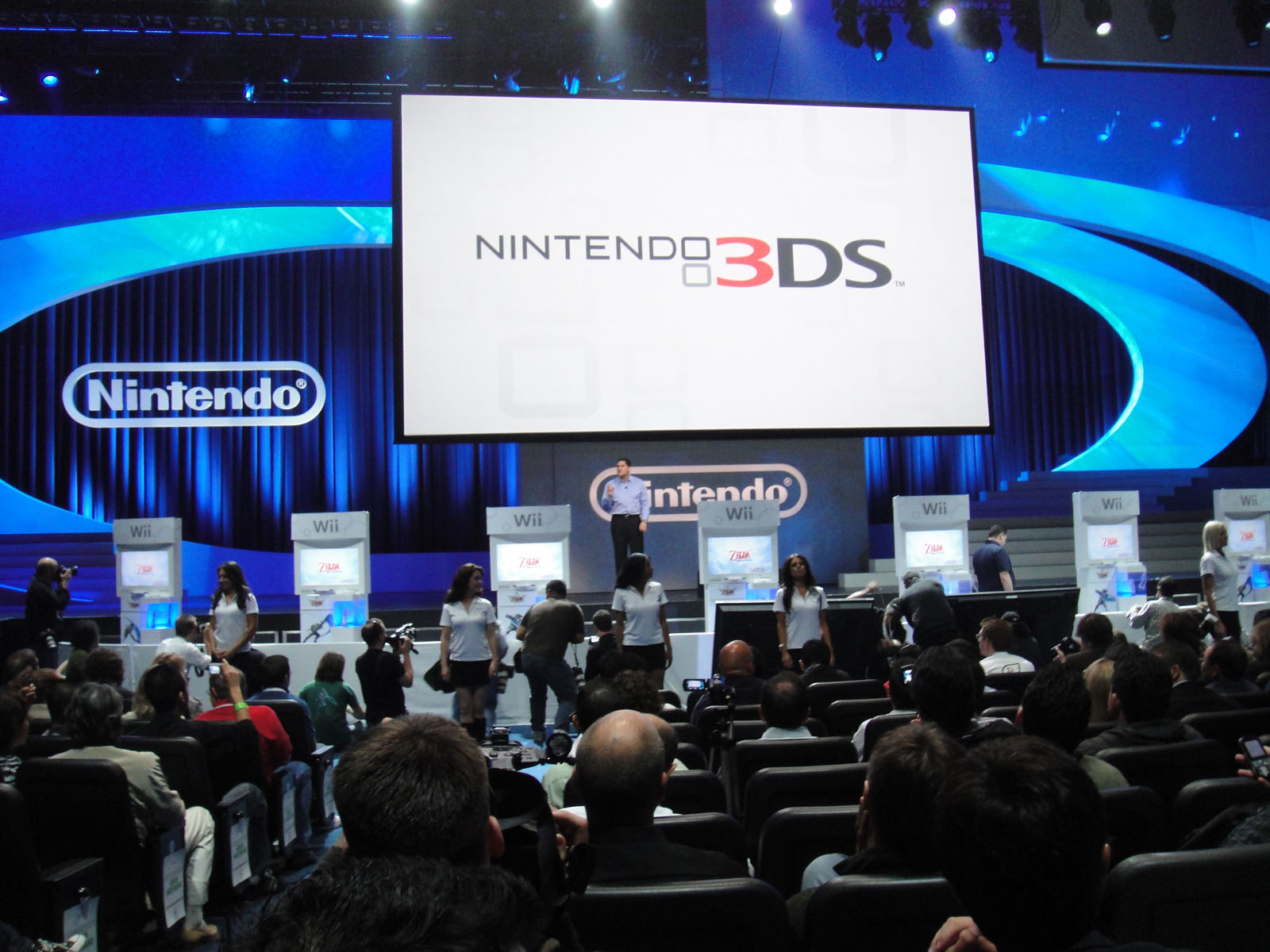
Demo de The Legend of Zelda: Skyward Sword en el E3 2010.

En abril de 2008, Shigeru Miyamoto anunció que el equipo de Zelda estaba trabajando en nuevas entregas de la saga. Poco después, en el E3 2008, se confirmó que se estaba produciendo un nuevo juego para la consola Wii. De acuerdo a Miyamoto, en el E3 del año siguiente querían mostrar la nueva entrega en la convención, pero el equipo de desarrollo prefirió trabajar en el videojuego en vez de una demo. Durante el evento se mostró un arte conceptual. A principios de 2010 se confirmó la presencia de Zelda en el E3 de ese año y se anunció oficialmente que el juego llevaría por título The Legend of Zelda: Skyward Sword, con un lanzamiento programado para 2011, con Hidemaro Fujibayashi como director. Según Miyamoto, Skyward Sword iba a llegar al mercado originalmente a finales de 2010, pero decidieron retrasarlo debido a que querían darle una experiencia de calidad a los jugadores.
Para promocionar la entrega. Jerry Holkins y Mike Krahulik, bajo su serie Penny Arcade Presents, escribieron e ilustraron una historieta en línea de cinco partes. Además. Robin Williams y su hija Zelda protagonizaron varios comerciales de televisión, en los que daban a conocer su pasión por la saga. Skyward Sword tuvo un lanzamiento mundial en noviembre de 2011, en Europa se estrenó el 18 de ese mes, en Estados Unidos lo hizo dos días después, mientras que en Japón se lanzó el 23 de noviembre. En su salida al mercado, el juego contó con una versión estándar y una versión limitada. La versión limitada incluía un Wii MotionPlus dorado junto a un CD que contenía versiones orquestadas de varias piezas musicales icónicas de la serie. Por motivo del trigésimo aniversario de la saga Zelda, Nintendo relanzó el juego para Wii U el 1 de septiembre de 2016 mediante la consola virtual.

### Skyward Sword HD
El productor de la serie, Eiji Aonuma, declaró en junio de 2016 que existía la posibilidad de crear una remasterización en HD de Skyward Sword. En noviembre de 2018, Aonuma volvió a afirmar que había interés en una remasterización del título, sin embargo, un portavoz de Nintendo aclaró más tarde a Eurogamer que no había planes para llevar el juego a Nintendo Switch en ese momento. En un Nintendo Direct de febrero de 2021, se anunció el lanzamiento de un port para la consola Nintendo Switch el 16 de julio de 2021, llamado The Legend of Zelda: Skyward Sword HD. Junto a Skyward Sword HD, llegaron al mercado un par de Joy-Con tematizados como la Espada Maestra y el Escudo Hyliano, además de una figura amiibo de Zelda junto a un neburí o pelícaro.

## Recepción

### Comercial
En Japón, Skyward Sword saldó un total de 195 000 copias en su semana de lanzamiento y se convirtió en el juego más vendido de esa semana. Sin embargo, las ventas disminuyeron rápidamente y abandonaron el Top-20 en pocas semanas. A finales de diciembre, había vendido menos de 320 000 unidades, por debajo de las ventas de otras entregas de la saga. Las ventas en Estados Unidos fueron altas debido a la cercanía del lanzamiento con el viernes negro, de forma que lograron comercializar 535 000 unidades en su primera semana.
Según palabras del entonces presidente de Nintendo of America, Reggie Fils-Aimé, Skyward Sword se había convertido en la entrega más vendida de la serie hasta ese momento. A pesar de la cifra, no logró alcanzar el Top-5 de juegos más exitosos de Wii de 2011. Para marzo de 2012, la entrega había logrado comercializar 3.52 millones de copias, de acuerdo a VG Chartz y Nintendo Life, las bajas ventas se debieron a que fue lanzado cerca del fin de la vida útil de la Wii.
Su remasterización para Switch agotó las reservas el mismo día de la preventa en Amazon y fue catalogado como el juego más vendido durante esa semana. En Japón también recibió la misma calificación tras distribuir más de 159 000 copias es su semana de estreno. A tres meses de su lanzamiento, Skyward Sword HD superó las ventas de la versión original, tras alcanzar las 3.6 millones de unidades.

### Crítica
Después de su lanzamiento, Skyward Sword recibió elogios de la crítica y obtuvo puntajes perfectos por parte de IGN, Edge o Famitsū, entre otros. El agregador de reseñas de Metacritic lo posicionó dentro de los diez mejores juegos de 2011, y el sexto juego de Wii con mejores reseñas de todos los tiempos.
La revista Famitsū alabó la jugabilidad y opinó que Skyward Sword sería el «nuevo estándar tanto para la serie Zelda como para los videojuegos en general». Jose Otero de 1UP.com elogió a los desarrolladores por esforzarse en alejarse de la fórmula tradicional y lo calificó como uno de los mejores de la serie. Oli Welsh de Eurogamer lo calificó como un «juego muy hermoso, saturado de excelente estilo artístico».
La entrega fue principalmente criticada por los controles de movimiento, Ray Carsillo de EGM afirmó que estos impedían que el título fuera perfecto. Jonathan Holmes de Destructoid opinó que el juego debió haber dado la posibilidad a los usuarios de elegir si querían usar controles tradicionales o por movimiento, según él, el haber obligado a usar controles por movimiento desanimó a muchos jugar Skyward Sword. La versión para Nintendo Switch de la entrega dio la libertad de elegir el sistema de juego que prefirieran.
La entrega recibió nominaciones en los Spike Video Game Awards de 2011, donde ganó en las categorías de «mejor videojuego de movimiento» y «mejor videojuego de Wii». En 2012, fue nominado a «mejor diseño de juego» en los Game Developers Choice Awards, mientras que en los D.I.C.E. Awards compitió en las categorías de «juego del año» y «mejor juego de aventuras».